# Gretel Schiener
Gretel Schiener (* 9. April 1940 in Altenburg) ist eine ehemalige deutsche Turnerin.

## Karriere
Gretel Schiener wurde bei den Olympischen Spielen 1960 in Rom mit der deutschen Mannschaft Sechste im Mannschaftsmehrkampf. Ihr bestes Einzelresultat erzielte sie mit Rang 21 am Schwebebalken.
Auf nationaler Ebene wurde sie bei den DDR-Meisterschaften am Schwebebalken 1959 und 1960 jeweils Zweite sowie 1959 Dritte im Sprung.